# Cochise (Apache)
Cochise (ca. 1805 - 8 juni 1874) was de leider van de Chihuicahui, een lokale groep van Chokonen. Hij was de belangrijkste leider ('Nantan') van de Chokonenstam van de Chiricahua-Apachen. Hij leidde een opstand die in 1861 begon. Cochise County in Arizona is naar hem vernoemd. Hij was ongewoon lang en de schoonzoon van Mangas Colorado, die nog langer was dan hij (1,98 m).
Van alle oorlogen in het Amerikaanse Westen tegen de indianen was die tegen de Apachen, van 1861 tot 1871, de bloedigste. Het vredesverdrag dat in 1858 met de Apachen werd afgesloten, werd verbroken door het Amerikaanse leger in 1861. Zij beschuldigden Cochise en enkele medestrijders valselijk van het stelen van de kudde van een rancher, en de indianen werden gearresteerd. Cochise wist echter te ontsnappen en begon een oorlog die zo hevig was dat de kolonisten, handelaars en troepen gedwongen werden zich terug te trekken uit Zuid-Arizona. 
Nadat zijn schoonvader Mangas Colorado (Rode Mouwen) in 1862 werd gedood door soldaten, werd Cochise de belangrijkste leider van de Apachen. Voor de komende zeven jaar voerde hij oorlog tegen de kolonisten en soldaten. Hij verstopte zich met zijn 200 volgelingen in de Dragoon Mountains van Arizona en wist zo uit de greep van het leger te blijven. Met de komst van generaal George Crook, die in juni 1871 het bevel over de legerpost in Arizona kreeg, veranderde de situatie snel. De generaal wist het vertrouwen te winnen van veel Apachen, en Cochise gaf zichzelf over in september. Na een korte verdwijning in de lente van 1872 keerde hij terug in de zomer en vestigde zich in het nieuwe Chiricahua-reservaat. Daar stierf hij op 8 juni 1874.
De debuutsingle van Audioslave "Cochise" is naar hem vernoemd.